# Марк Дорсель
Марк Дорсель (фр. Marc Dorcel) — французький виробник фільмів для дорослих, який заснував компанію Video Marc Dorcel. Окрім випуску фільмів, активно співпрацює з приватними особами, на цей день є, мабуть, найбільшими виробником порнографії в Європі. Фільми студії часто знімаються в досить незвичайному варіанті та з широкою підбіркою на будь-який смак і колір. 1 березня 2006 року відкритий супутниковий телеканал Dorcel з мовленням фільмів для дорослих. Канал Dorcel також доступний онлайн.

## Біографія засновника

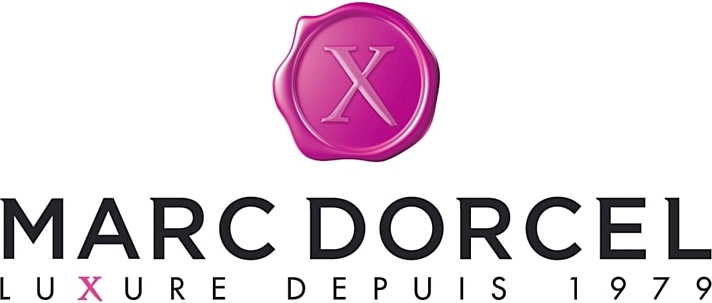
Логотип Marc Dorcel

Засновник студії — підприємець Марк Дорсель, справжнє ім'я — Марсель (фр. Marcel, нар. 27 березня 1934 в Парижі). Син угорського єврея-кравця, Дорсель починав свою кар'єру як промисловий дизайнер у компанії по виробництву швацьких машин. Після служби в армії Дорсель відкрив своє приватне підприємство по перевезеннях на свої власні кошти та кошти батьків, проте підприємство швидко збанкрутіло.
У 1968 році Дорсель почав друкувати еротичні оповідання, поширюючи їх під приводом продажу запасів сірки. Після публікації бестселера "Урсула" до Дорселю прийшла слава: більше 20 тисяч екземплярів було розпродано менш ніж за три місяці, проте цензура незабаром заборонила поширення цієї літератури як "непристойної", до того ж в 1970-і роки попит на літературу подібного змісту впав. Положення вдалося виправити шляхом переходу на ринок еротичних фото-новел: тоді туди вже стали проникати американські журнали, в яких на жіночих фотографіях домальовували нижню білизну, щоб приховати інтимні місця. Вартість одного такого журналу досягала 140 франків. Незабаром Дорсель видав перший еротичний кольоровий фотороман.
Пізніше Дорсель перейшов на випуск еротичних і порнографічних фільмів, першим з них став Jolies Petites Garces тривалістю 53 хвилини, знятий в 1980 році за участю Мерілін Джес і Петра Станісласа. Було продано 4 тисячі екземплярів у спеціалізованих магазинах (500 франків за касету). Популярність пояснювалася тим, що з 30 жовтня 1975 порнофільмів були оголошені поза законом. Вже пізніше їх стали показувати в спеціальних залах і віднесли в особливу категорію X-фільмів.